# Gerrit Adriaan Bax (1911-1965)

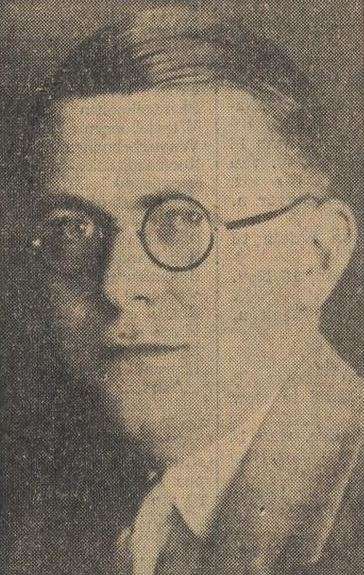
G.A. Bax (1936)

Gerrit Adriaan Bax (Ridderkerk, 25 maart 1911 – Dordrecht, 2 mei 1965) was een Nederlands politicus van de ARP.
Hij werd geboren als zoon van Jacobus Bax (1880-1942; later burgemeester Barendrecht) en Elizabeth Visser (1881-1973). Hij was volontair bij de gemeentesecretarie van Bleiswijk en daarna ambtenaar ter secretarie bij de gemeente Alblasserdam. Hij ging in 1932 werken bij het ministerie van Binnenlandse Zaken. In december 1936 werd de toen 25-jarige Bax de burgemeester van Borssele. Daarnaast was hij vanaf 1942 enige tijd waarnemend burgemeester van Ellewoutsdijk. In 1951 volgde zijn benoeming tot burgemeester van Hendrik-Ido-Ambacht. Vanaf eind 1955 was Bax tevens enige tijd waarnemend burgemeester van Heerjansdam. Kort nadat hij in 1965 op Koninginnedag tijdens de aubade was toegezongen kreeg hij een hartaanval. Twee dagen later overleed Bax in het Dortse Refaja Ziekenhuis op 54-jarige leeftijd.